# Eliana Paco
Eliana Paco Paredes (9 de fevereiro de 1982, La Paz, Bolívia) é uma designer de moda boliviana de etnia aimará. Em 2016 exibiu uma coleção, inspirada nos trajes das cholitas bolivianas, na Semana da Moda de Nova York. Atualmente também é vereadora de La Paz pelo Movimento ao Socialismo (MAS).

## Biografia

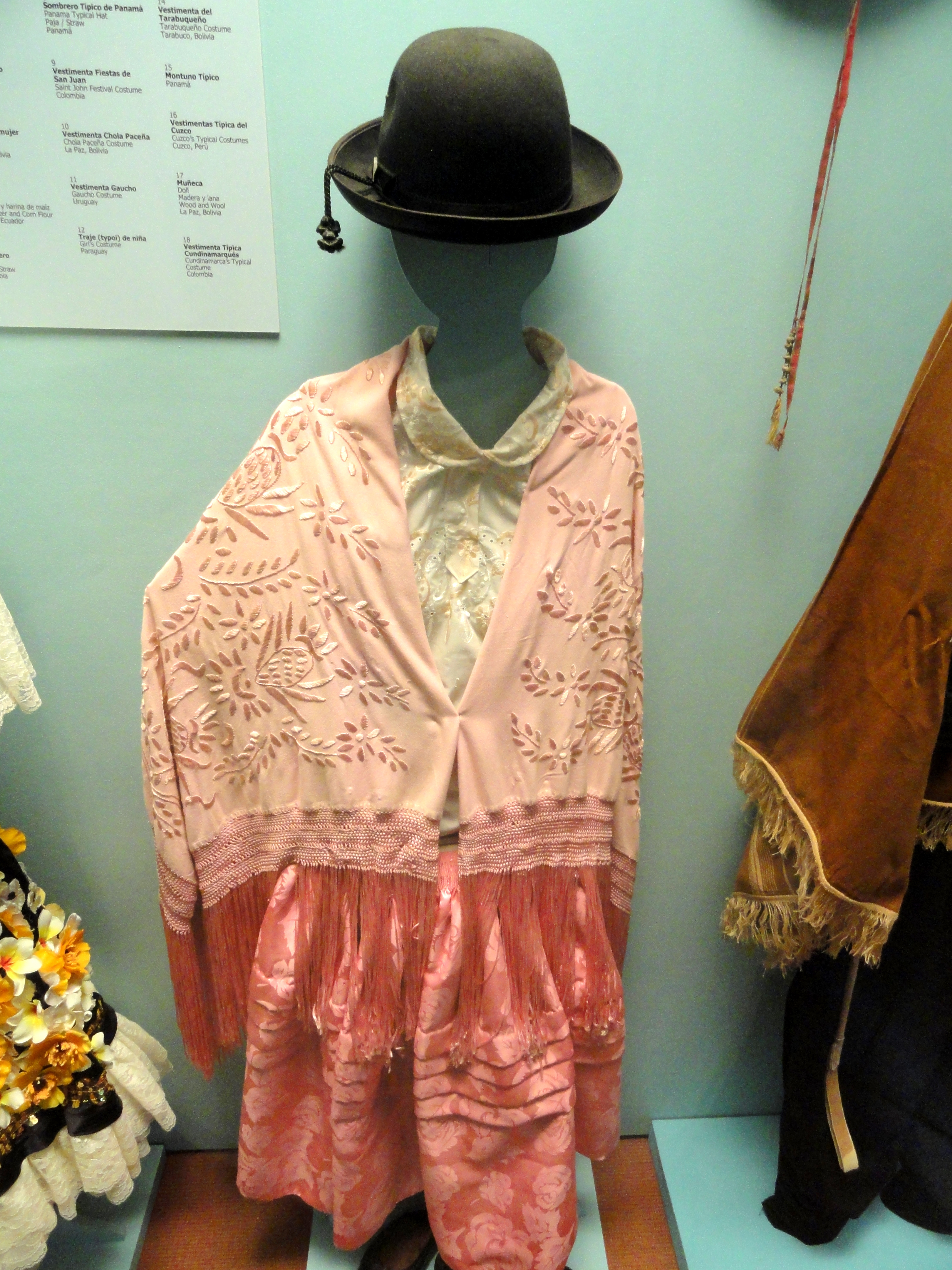
O traje da chola boliviana, inspiração para os desenhos de Eliana Paco.

Seus pais eram artesãos. É secretária de profissão e começou no negócio seguindo os passos de sua mãe, Cecilia, quem já trabalhava na fabricação e venda de polleras, importante elemento do traje das cholitas. Suas criações se vendem, além da Bolívia, no Peru, Argentina, Chile e Espanha. Participou da Semana de Moda da Bolívia, realizada em Cochabamba. O sucesso que teve nesse evento motivou um convite para que em setembro de 2016 exibisse sua coleção Pachamama na Semana da Moda de Nova York, com 12 modelos internacionais vestindo suas criações, inspiradas nas roupas das cholas bolivianas e feitas com tecidos de lã de camélidos dos Andes, como a alpaca e a vicuña. Nos meses seguintes também as apresentou na capital Washington, em Bogotá e em Toronto, Canadá. É dona de uma loja em La Paz, "Designs Esmeralda",criada em 2004.
Em maio de 2021 tomou posse do cargo de vereadora para o qual foi eleita nas eleições municipais ocorridas em 7 de março desse mesmo ano na Bolívia. Logo foi escolhida como Vice-presidenta do Conselho Municipal.